# 本城東
本城東（ほんじょうひがし）は福岡県北九州市八幡西区の地名。本城東一丁目から六丁目の町がある。住居表示実施済み。郵便番号は807-0815。

## 地理
八幡西区の北部に位置し、北に本城、東に洞北町、南に夕原町，陣原、南西に中須、西に友田，星和町，貴船台，北西に力丸町と接する。

### 河川
- 一級河川 新々堀川
- 二級河川 金手川

## 地域の特徴
西部の小中学校および南部に数軒の工場と大型パチンコ店が立ち並ぶ他はほぼ住宅地。北縁東寄りから南西端に国道199号が走り、町域の西寄りを南北に走る県道11号有毛引野線と交差する。東縁には県道279号本城熊手線が走る。また北縁の外側に金手川が、南縁に沿って新々堀川がそれぞれ東に流れる。金手川には並行してJR九州筑豊本線が走っている。

一丁目に折尾警察署本城交番，本城学園本城東幼稚園，若竹保育園，市営住宅本城団地，県営住宅本城団地、二丁目に本城東公民館、三丁目に赤坂池年長者いこいの家、五丁目に北九州市立赤坂小学校，折尾本城郵便局、六丁目に北九州市立本城中学校がある。

## 歴史
大字本城の字、小島，夜越，赤坂，渡場と称されたかつての居住地域に加え、昭和29年の柳原市営住宅の建設を始めとして宅地化が進み、本城団地が建設された。一丁目付近からは縄文，弥生，古墳各時代の遺跡が出土している。四丁目の新々堀川沿いの地区は字郡開と呼ばれた地域で、元禄年間に福岡藩が開作（干拓）したところであり、昭和40年代には工場が立ち並んでいた。

### 沿革
- 1982年（昭和57年）6月1日 - 本城東一丁目 - 四丁目新設[5][6]。
- 1985年（昭和60年）6月1日 - 本城東五丁目 - 六丁目新設[7][8]。

### 町名の変遷
| 実施内容          | 実施年月日               | 実施後       | 実施前                     |
| ----------------- | ------------------------ | ------------ | -------------------------- |
| 町名新設 住居表示 | 1982年（昭和57年）6月1日 | 本城東一丁目 | 大字本城，洞北町の各一部   |
| 町名新設 住居表示 | 1982年（昭和57年）6月1日 | 本城東二丁目 | 大字本城の一部             |
| 町名新設 住居表示 | 1982年（昭和57年）6月1日 | 本城東三丁目 | 大字本城の一部             |
| 町名新設 住居表示 | 1982年（昭和57年）6月1日 | 本城東四丁目 | 大字本城の一部             |
| 町名新設 住居表示 | 1985年（昭和60年）6月1日 | 本城東五丁目 | 大字本城，大字折尾の各一部 |
| 町名新設 住居表示 | 1985年（昭和60年）6月1日 | 本城東六丁目 | 大字本城，力丸町の各一部   |

## 世帯数と人口
2025年（令和7年）3月31日現在（北九州市発表）の世帯数と人口は以下の通りである。
| 町           | 世帯数    | 人口    |
| ------------ | --------- | ------- |
| 本城東一丁目 | 1,200世帯 | 1,999人 |
| 本城東二丁目 | 300世帯   | 549人   |
| 本城東三丁目 | 401世帯   | 816人   |
| 本城東四丁目 | 665世帯   | 1,164人 |
| 本城東五丁目 | 197世帯   | 363人   |
| 本城東六丁目 | 350世帯   | 689人   |
| 計           | 3,113世帯 | 5,580人 |

### 人口の変遷
国勢調査による人口の推移。
| 1995年（平成7年）  | 7,845人 | [ 9 ]  |  |
| 2000年（平成12年） | 7,904人 | [ 10 ] |  |
| 2005年（平成17年） | 7,544人 | [ 11 ] |  |
| 2010年（平成22年） | 7,087人 | [ 12 ] |  |
| 2015年（平成27年） | 6,800人 | [ 13 ] |  |
| 2020年（令和2年）  | 6,147人 | [ 14 ] |  |

### 世帯数の変遷
国勢調査による世帯数の推移。
| 1995年（平成7年）  | 2,834世帯 | [ 9 ]  |  |
| 2000年（平成12年） | 2,993世帯 | [ 10 ] |  |
| 2005年（平成17年） | 2,987世帯 | [ 11 ] |  |
| 2010年（平成22年） | 2,911世帯 | [ 12 ] |  |
| 2015年（平成27年） | 2,889世帯 | [ 13 ] |  |
| 2020年（令和2年）  | 2,791世帯 | [ 14 ] |  |

## 学区
市立小・中学校に通う場合、学区は以下の通りとなる。
| 丁目         | 街区・戸番                        | 小学校               | 中学校               |
| ------------ | --------------------------------- | -------------------- | -------------------- |
| 本城東一丁目 | 全域                              | 北九州市立本城小学校 | 北九州市立本城中学校 |
| 本城東二丁目 | 全域                              | 北九州市立本城小学校 | 北九州市立本城中学校 |
| 本城東三丁目 | 2 - 14番                          | 北九州市立本城小学校 | 北九州市立本城中学校 |
| 本城東四丁目 | 1 - 4番, 5番9号 - 30号            | 北九州市立本城小学校 | 北九州市立本城中学校 |
| 本城東三丁目 | 1番                               | 北九州市立赤坂小学校 | 北九州市立本城中学校 |
| 本城東四丁目 | 5番1 - 8号, 5番31号以上, 6 - 14番 | 北九州市立赤坂小学校 | 北九州市立本城中学校 |
| 本城東五丁目 | 1 - 6番                           | 北九州市立赤坂小学校 | 北九州市立本城中学校 |
| 本城東六丁目 | 全域                              | 北九州市立赤坂小学校 | 北九州市立本城中学校 |
| 本城東五丁目 | 7 - 18番                          | 北九州市立赤坂小学校 | 北九州市立折尾中学校 |

## 交通

### バス
域内のバス停と系統は以下のとおりである。
| 運行事業者 | 運行事業者   | 西鉄バス北九州 | 西鉄バス北九州 | 西鉄バス北九州 | 西鉄バス北九州 | 北九州市交通局 | 北九州市交通局 | 北九州市交通局 | 北九州市交通局 | 北九州市交通局        | 北九州市交通局 |
| 系統       | 系統         | 無番           | 1              | 80             | 82             | 51             | 54             | 55             | 57             | ジ アウトレット北九州 | 第二浅川橋     |
| 停留所     | 折尾中学校前 | ○              | ○              | ○              | ○              |                |                | ○              |                |                       |                |
| 停留所     | 西本陣橋     | ○              | ○              | ○              | ○              |                |                | ○              |                |                       |                |
| 停留所     | 東本陣橋     | ○              | ○              | ○              | ○              |                |                |                |                |                       |                |
| 停留所     | 小島         |                |                |                |                | ○              |                |                |                |                       | ○              |
| 停留所     | 柳原         |                |                |                |                | ○              |                |                |                |                       | ○              |
| 停留所     | 黄枝崎       |                |                |                |                | ○              |                |                |                |                       | ○              |
| 停留所     | 古開本城団地 |                |                |                |                | ○              |                |                |                |                       | ○              |
| 停留所     | 古開         |                |                |                |                |                | ○              | ○              | ○              | ○                     | ○              |
| 停留所     | 本城東一丁目 |                |                |                |                |                | ○              | ○              | ○              | ○                     | ○              |
| 停留所     | 夜越         |                |                |                |                |                | ○              | ○              | ○              | ○                     | ○              |
| 停留所     | 帯田         |                |                |                |                |                | ○              | ○              | ○              | ○                     | ○              |
| 停留所     | 本陣橋       |                |                |                |                |                |                | ○              | ○              |                       |                |
| 停留所     | 本城中学校前 |                |                |                |                |                | ○              |                |                | ○                     | ○              |

### 道路
- 国道199号
- 県道11号有毛引野線
- 県道279号本城熊手線

## 施設

### 役所・公的機関
- 折尾警察署本城交番

### 公共施設
- 本城東公民館

### 教育施設
- 北九州市立本城中学校
- 北九州市立赤坂小学校
- 本城学園本城東幼稚園

### 金融機関
- 折尾本城郵便局

### 商業施設
- ハローデイ 本城店

### 社会福祉施設
- 若竹保育園
- 赤坂池年長者いこいの家

### 公営住宅
- 県営住宅本城団地
- 市営住宅本城団地

### 公園
- 赤坂池公園
- エメラルドタウン本城団地公園
- こうのす公園
- 本城青空公園
- 本城東公園
- 本城東二丁目公園
- 本城東三丁目公園
- 本城東三丁目東公園
- 本城東6丁目公園
- 柳原公園